# سنت کلئرز
سنت کلئرز (به انگلیسی: St Clears) یک شهرک در ولز است که در کارمارتنشر واقع شده‌است. سنت کلئرز ۲٬۹۹۵ نفر جمعیت دارد.